# Обухов, Павел Матвеевич
Па́вел Матве́евич Обу́хов (11 [23] ноября 1820, Воткинский завод, Вятская губерния — 13 [25] января 1869, Пятра, Бессарабская область) — русский горный инженер, металлург, изобретатель способа производства литой стали, потомственный дворянин, действительный статский советник. Основатель производства литой стали и стальных орудийных стволов в России.

## Биография
Павел Обухов родился в посёлке Воткинского завода, в семье шихтмейстера завода Матвея Фёдоровича Обухова. Отец Павла начал трудовой путь в 1801 году канцеляристом на Камско-Воткинских заводах. Благодаря своим способностям выбился в старшие мастера. С 1822 года он трудился на Серебрянском чугунолитейном заводе Гороблагодатского горного округа, где был признан замечательным механиком-самоучкой. Там он осуществил коренную реконструкцию заводской плотины и водяных двигателей. За выполнение этой задачи Матвей Фёдорович, несмотря на отсутствие технического образования, был переведён в горные инженеры. В 1835 году он в чине майора стал управителем Кушвинского завода (ныне Свердловская область). В отставку вышел капитаном, смотрителем Воткинского чугунолитейного завода.
Павел ещё в детстве обнаружил интерес и незаурядные способности к инженерному делу: с шести лет рисовал чертежи плотин, водяных двигателей, кузнечных молотов, горнов. В возрасте 12 лет (в 1832 году) он поступил в Петербургский институт корпуса горных инженеров. В 1843-м окончил его с большой золотой медалью и был признан «первым по выпуску»; одновременно он получил и чин поручика.
Став инженером, Павел Матвеевич уехал из Санкт-Петербурга на Гороблагодатские заводы. В 1844—1846 годах он был смотрителем на Серебрянском заводе; должность эта тяготила молодого специалиста, и он заключил договор со Штабом корпуса горных инженеров, дававший ему возможность на два года отправиться за границу — в Германию и Бельгию для изучения новейших методов работ в горнозаводском деле и в особенности железного, медного и механического производства. За это Обухов был обязан служить в ведомстве в течение шести лет. Проведя два года за границей, он в начале 1848 года вернулся в Россию. Четыре месяца Обухов пробыл в Петербурге и, составив отчёт о своей поездке, к сентябрю вернулся в Серебрянский завод. В конце того же года он был назначен управителем Кувшинского завода и произведён в штабс-капитаны. Прослужил он там в течение трёх лет.
На этом производстве у Обухова родилась идея сделать литую оружейную сталь, восстановив научное наследие П. П. Аносова и продолжив исследования в этом направлении. Изобретатель подобрал коллектив талантливых людей с высоким уровнем мотивации, но слабая материально-техническая база не позволяла команде развернуться в полную силу. Несмотря на трудности, Обухов, имея опыт подбора кадров, сумел создать коллектив, состоявший из хороших русских мастеров, преданных идее.
С 1851 года Обухов, ставший к тому времени управляющим Юговского металлургического завода (ныне Пермский край), энергично принялся за опыты. Примерно тогда же слухи о молодом талантливом инженере докатились до столицы, его характеризовали такими эпитетами, как «обладающий знаниями», «честный», «энергичный».
Определив, что при сплавлении одной цементной или сырцовой стали получалась литая сталь различной твёрдости, Обухов решил прибавлять к сплаву магнитный железняк для получения требуемых свойств (твёрдость, прочность, выносливость и др). В 1853 году после продолжительных опытов ему удалось изготовить стальную пластинку в ¾ линии толщиной, которая при испытании выстрелами из ружей не пробилась, тогда как изготовлявшиеся на Златоустовском заводе (ныне Челябинская область) кирасы вдвое толще давали 30 % брака.
Героическая оборона Севастополя в Крымской войне 1854—1855 годов показала, насколько русская артиллерия с былой славой гладкоствольных бронзовых пушек устарела — дело теперь было за сталью.

### Русская стальная пушка
В 1854 году Обухова переводят в город Златоуст на должность управителя Златоустовской оружейной фабрики. Здесь занимались выделкой холодного оружия, и перед Обуховым была поставлена задача — перевести завод на производство огнестрельного оружия. Для нового производства требовались особо прочные сорта стали. Они покупались за границей, но Обухов, завершив работы в области совершенствования тигельного способа производства литой стали, предложил выплавлять металл по новым технологиям.
В 1857 году Павел Матвеевич получает привилегию (патент) на изобретённый им способ массового производства тигельной стали высокого качества. Особенностью этого способа «было применение в тигельном процессе железной руды, что обеспечивало при различии исходных материалов по содержанию углерода получение стали постоянного состава». По завершении этого этапа стал возможен переход к отливке стволов.
Первый эксперимент провели на ружейных стволах. Суть испытаний заключалась в стрельбе с увеличением порохового заряда с каждым выстрелом. Златоустовские ружья показали полное превосходство над противником: на восьми зарядах крупповские ружья разлетелись в куски, а златоустовские выдержали четырнадцать зарядов. Для полного разрушения ружьё с обуховским стволом зарядили увеличенным зарядом и весь ствол напичкали пулями до конца дула. После спуска курка выстрела не произошло, при этом была разрушена казённая часть оружия, а ствол остался цел. Успех испытаний позволил начать последний этап главного задания — отливку стальных пушечных стволов.
Ведомство оценило достигнутый результат по достоинству и выдало Обухову привилегию на изобретение. Кроме того, он был отправлен в заграничную командировку и получил в награду прибавку к жалованью 600 рублей ежегодно. Также он был произведён в подполковники и награждён орденом св. Станислава 3-й степени. В том же году Обухов уехал на полгода в Германию, а по возвращении разработал детальный проект изготовления стальных орудий непосредственно на территории России, основанный на полном анализе Крупповского завода. Как автор проекта, доказавший возможность производства сталей, не уступающих по качеству сталям Крупповского завода (Эссен, Германия), Обухов был награждён орденом св. Анны 3 степени.
Дело было государственным, чрезвычайно важным, и о ходе работ по производству русской стали постоянно докладывали Александру II. Император давал личные указания по выделению средств на испытания орудий. Проводились они в Санкт-Петербурге на Волковом полигоне, под наблюдением высшего начальства. Осенью того же года туда доставили три орудия, но испытаниям подвергли лишь одно. На полигоне для сравнения испытывали несколько орудий — из крупповской, английской и обуховской стали. Для соблюдения чистоты эксперимента златоустовские орудия были высверлены на ту же глубину, что и иностранные. Испытания заключались в подсчёте количества выстрелов, которое могла выдержать пушка. В итоге ни одна иностранная пушка не преодолела рубеж двух тысяч выстрелов, а обуховская выдержала в два раза больше — за период с 26 ноября 1860 по 8 марта 1861 года из этой пушки было произведено 4017 выстрелов.
В день, когда должен был состояться четырёхтысячный выстрел, полигон посетил сам Александр II, и в ответ на вопрос императора о том, уверен ли он в прочности пушки, П. М. Обухов предложил сесть на неё верхом и так дожидаться юбилейного выстрела.
Златоустовская пушка по параметрам долговечности и прочности превзошла идентичные орудия, отлитые на фабрике Круппа в Вестфалии. Кроме того, пушки из обуховской стали были значительно дешевле: они обходились казне по 16 рублей за пуд, а крупповские — по 45 рублей (не считая расходов на перевозку); английские пушки были ещё дороже.
Эти работы положили начало применению литой стали для производства пушечных стволов, и эта революционная технология привела к новому этапу истории отечественной артиллерии.
В 1861 году Обухов был избран член-корреспондентом Учёного Артиллерийского комитета Главного артиллерийского управления. В 1861—1863 годах Павел Матвеевич служил горным начальником Златоустовских заводов. Ему был присвоен чин полковника, и он был награждён орденом св. Владимира 4-й степени. Кроме того, Обухову стали отчислять 35 копеек с каждого пуда сортовой стали, что сделало его богачом. После испытаний, пока Обухов пребывал в Санкт-Петербурге, он консультировал адмирала Н. К. Краббе по вопросу технической возможности изготовления морских орудий на Урале.
Как начальнику округа Обухову была поставлена задача построить новую фабрику. Он возражал против расширения пушечного производства в таком захолустье, как Златоуст, мотивируя свои слова сложным вывозом готовых пушек: на лошадях до пристаней Бирска, а оттуда водным путём по реке Белой, — что приводило к значительному повышению цены на пушки с каждой преодолённой верстой. Эти аргументы не убедили заказчиков, среди которых был генерал-фельдцейхмейстер, дядя императора, благополучно царствовавшего, который желал иметь пушечный завод именно в Златоусте, и в конце 1850-х годов Обухов разработал проект Князе-Михайловской фабрики, предназначенной для выпуска стальных артиллерийских орудий. Сталепушечная фабрика была построена в Златоусте в 1859 году и к 1860 году приступила к работе; на ней выплавлялась пушечная сталь, из которой отливались болванки для стволов, все дальнейшие работы (такие как сверление, нарезка, обточка и окончательная отделка) производили в Санкт-Петербурге на заводе «Арсенал».
Стальные литые пушки были освоены впервые в России (раньше производство пушек существовало только в Германии — это были знаменитые пушки завода Круппа, самые прочные и надёжные в мире). Князе-Михайловская фабрика была названа в честь Великого князя Михаила Николаевича, который курировал её пуск и принимал активное участие во введении сталепушечного производства в России. Фабрика включала в себя сырцовое, сталелитейное и сверлильное отделение. Метод П. М. Обухова позволил получать литую сталь, обладающую превосходными качествами.
Из этой стали готовились кирасы, клинки, рабочий инструмент, отливки для ружейных стволов. С 1860 года на фабрике впервые в России началось производство стальных 4-фунтовых пушек. Стальная пушка Обухова, выдержавшая без повреждений более 4000 выстрелов, была отмечена в 1862 году на всемирной выставке в Лондоне высшей наградой — золотой медалью. Знаменитая пушка была оставлена на вечное хранение; ныне она находится в Военно-историческом музее артиллерии в Санкт-Петербурге. На стволе пушки выгравировали надпись: «Отлита в 1860 году на Князе-Михайловской фабрике из стали Обухова. Выдержала более 4000 выстрелов».
Во второй половине XIX века появление пушки Обухова совершило переворот в пушечном производстве и, повлияв на всю военную мощь страны, вывело Россию в число первых военных держав мира. Пушечное производство в Златоусте не получило надлежащего развития, и производство стальных орудий было признано «более удобным» продолжить на Пермском заводе (где оно разрослось и стало одним из основных производств) и в Санкт-Петербурге. В скором времени металлург продолжил исследования, их результатом стал выпуск пяти новых сортов отечественной стали, это привело к окончательному вытеснению дорогостоящих английских сталей (цена на обуховскую сталь была в 5—7 раз ниже). Испытания стали доказали, что обуховская сталь значительно превосходила крупповскую и английскую. К примеру, струг для выделки кож, изготовленный из стали Обухова, обрабатывал две тысячи шкур, тогда как струг сделанный из английской стали — не больше восьмидесяти.
12 сентября 1861 года воодушевлённый результатом испытаний П. М. Обухов и крупный промышленник и предприниматель Н. И. Путилов заключили между собой «Договор по распространению и развитию производства литой стали, необходимой для изготовления артиллерийских орудий».

### Создание Обуховского завода
Прояснив ситуацию с производством орудий для флота, адмирал Н. К. Краббе привлёк к решению вопроса административный ресурс — адмирала и члена Государственного Совета графа Е. В. Путятина, который по Высочайшему указу возглавил специальный комитет «особый» и «секретный».
Комитет после нескольких дней заседаний в конце мая 1862 года постановил:

«… Считаем насущной необходимостью… закладку под Санкт-Петербургом нового… завода, способного изготовлять большекалиберные орудия литой стали полковника Обухова для вооружения флота и крепостей…».

Стараниями адмиралов Н. К. Краббе и Е. В. Путятина было положено начало проекту создания нового литейного завода для производства пушек для флота. Но оставалась ещё вторая сторона вопроса: получить финансирование под проект. Имперские законы того времени недвусмысленно говорили о том, что производство любых артиллерийских орудий (как сухопутных, так и морских) было в ведении Горного департамента. Департамент подчинялся Министерству финансов, министерство возглавлял М. Х. Рейтерн, который остановил проект. Не помогла и Высочайшая аудиенция, которой смог добиться Краббе. В мае 1861 года Обухов был назначен членом-корреспондентом учёного артиллерийского комитета Главного артиллерийского управления.
В 1861—1863 годах металлург оставался горным начальником всех Златоустовских заводов, в 1863 году был освобождён от должности и награждён орденом св. Анны 2-й степени. Вскоре после этого он был направлен в Санкт-Петербург с целью устройства вновь возводимого сталепушечного завода на средства Морского министерства. Для строительства завода решено было привлечь частный капитал: с 1863 года Обухов основал «товарищество П. М. Обухова», в которое вошли российские предприниматели П. М. Обухов (взял на себя технические и кадровые вопросы), Н. И. Путилов (административные функции) и купец С. Г. Кудрявцев (финансирование проекта).
В том же году товарищество получило госзаказ:

… 4 мая 1863 года Морское Ведомство решило гарантировать учредителям пушечного завода заказ на сумму 100 000 руб. (42 000 пудов) готовых нарезных орудий из стали Обухова с выдачей им вперед 500 000 руб. под залоги, требуя исполнения сего заказа в четыре года…

Вскоре после выпуска этого документа Путилов имел доверительную беседу с принцем Ольденбургским, который безвозмездно передал товариществу в пользование на 72 года территорию бывшей Александровской мануфактуры, расположенную в 12 верстах от городской заставы, на берегу Невы, вблизи от Николаевской железной дороги. На этом месте 16 мая 1863 года товариществом был основан Обуховский завод (после Октябрьской революции 1917 года завод переименован в «Большевик») — крупный сталелитейный завод, строительством которого руководил Обухов. До конца 1863 года были возведены два громадных каменных корпуса, приспособлено здание для отделки стальных орудийных болванок, заказаны механические станки, начато приготовление тиглей для первой плавки. Прибыли златоустовские мастера со всем их домашним скарбом, Путилов позаботился о предоставлении им лучшего жилья.
Фактически завод был запущен 15 (27) апреля 1864 года, когда в присутствии представителей министерств, под руководством основателя завода П. М. Обухова была торжественно произведена первая отливка стали. Через две недели литейный цех посетил государь и лично наблюдал отливку 96-пудовой стальной болванки. Правительственный кредит был израсходован к осени 1864 года, и в октябре Обухов, Путилов и Кудрявцев обратились к управляющему Морским ведомством с просьбой о выдаче им дополнительной ссуды в 460 тысяч рублей. Краббе, понимая важность дела, ссуду предоставил, но так как долг общества достиг 1,5 миллионов рублей, вынужден был принять непосредственный надзор и прямое участие во всех операциях завода силами Морского ведомства.

### Переход в Морское ведомство
С января 1865 года фактическим «управителем» товарищества был назначен капитан-лейтенант (впоследствии генерал-лейтенант) А. А. Колокольцов, а помощником Обухова «по технической части» стал полковник морской артиллерии Р. В. Мусселиус. Осенью 1865 года товарищество распалось: Путилову удалось официально сложить с себя членство в товариществе, он каким-то чудом добыл необходимый кредит и основал собственное предприятие (будущий Путиловский завод), а коммерции советник С. Г. Кудрявцев умер от скоротечной чахотки.
В 1867 году была получена первая прибыль, на Всероссийской мануфактурной выставке 1870 года предприятие было признано «достойным награждения правом употребления на вывесках и изделиях изображения Государственного герба — за водворение в короткое время производства больших стальных орудий, валовую их выделку и рациональное ведение дела».
До 1868 года Павел Обухов руководил металлургическим производством на заводе, продолжая работать над совершенствованием способов выплавки стали. В том же году инженер получил титул действительного статского советника.

### Последние годы
Условия работы по созданию Обуховского завода разительно отличались от условий работы в Златоусте. Первое время работы по строительству нового завода шли с отставанием от планов. Обухову приходилось постоянно требовать финансирования, и со временем получать деньги было всё сложнее. Работы по строительству завода и производству пушечной стали потребовали от Павла Матвеевича напряжения всех сил. Он не выдержал этого напряжения, потерял уверенность в себе, и его стало подводить здоровье. В силу данных обстоятельств инженер был вынужден оставить завод и уйти в отставку. Осенью 1868 года он уехал лечиться за границу, но сделал это, вероятно, слишком поздно, начала развиваться чахотка.
Обухов скончался 1 (13) января 1869 года в бессарабской деревне Пятра. Его тело было перевезено в Санкт-Петербург и было погребено 4-го февраля на Никольском кладбище Александро-Невской лавры.
Надгробие входит в Перечень объектов исторического и культурного наследия федерального (общероссийского) значения, находящихся в городе Санкт-Петербурге.
По духовному завещанию металлурга, большая часть его пая была передана заводу для строительства больницы, богадельни для старых рабочих, школы, на стипендию детям мастеровых, поступившим в технические высшие заведения.

## Трагедия карьеры
Ещё в Златоусте в 1862 году начали проявляться дефекты литья: из каждых пятидесяти пушек одну-две брали на пробу, и неожиданно стал выявляться брак — раковины, трещины и полости. Дефекты множились, объяснить причину никто не мог. С увеличением калибра с первых же выстрелов пушки разносило вдребезги, калечило артиллеристов, многие гибли. После этого на полигонах Охты выстрел стал производиться гальваноспособом, а прислуга пушек пряталась в блиндажах. Император Александр II встретился с Обуховым и не смог получить ответа на вопрос, как исправить положение. Под давлением обстоятельств он принял решение прекратить производство стальных пушек в России. Ввиду того, что работа всей его жизни пошла насмарку, возможно, вполне сознательно он решил устраниться от дел. Это произошло несмотря на то, что Австро-прусская война 1866 года показала, что этот кризис затронул не только Обухова: дефекты наличествовали и у сильнейшего конкурента — Круппа. Эта загадка так и не была разгадана в период жизни Обухова. В решении проблемы преуспел его последователь Д. К. Чернов.

## Память
Петербургский сталелитейный завод в 1869 году в память о своём основателе, по предложению Н. И. Путилова, был назван Обуховским.
С 1886 года завод перешёл в собственность Морского ведомства и стал государственным. Завод долгое время был одним из передовых предприятий России; флагман отрасли выпускал сталь, пушки, снаряды, разнообразные инструменты. С 1871 года Морское ведомство не испытывало необходимости в заказах стальных стволов у Круппа — все пушки на русских кораблях были теперь исключительно русского производства.
В 1872 году обуховские орудия были представлены на политехнической выставке в Москве, а в 1873 году экспонировались на всемирной выставке в Вене. В 1908 году Обуховский завод изготавливал орудия всех калибров для Морского и Военного ведомств, кроме этого был освоен выпуск башенных установок, минных аппаратов, самодвижущихся мин (торпед), гироскопических приборов, оптических прицелов, бортовой, палубной и башенной брони. Со дня основания до 1 июля 1912 года завод изготовил и сдал заказчику 13203 артиллерийских орудия: 8042 для Военного ведомства и 5161 — для Морского.

### Памятник
- В качестве памятника оружейнику у входа в здание бывшего Арсенала Златоустовского машиностроительного завода установлены обуховские орудийные стволы.

### Награды
Являлся кавалером высших российских орденов:
- Орден Святой Анны 2 и 3 степеней,
- Орден Святого Владимира 4 степени,
- Орден Святого Станислава 3 степени.

### В литературе
- Пикуль В. С. «Секрет русской стали» из цикла «Военные рассказы»
- Кедров Н. Стальная независимость // По Ярославке. — 2004 — 24 сентября.

## Семья
- Старший брат — Степан Матвеевич. Родился в 1807 году, учился в ГКК, после этого работал на Урале, с 1845 года был назначен смотрителем золотых промыслов Нижнетуринского завода[2].